# Gidã Runfa

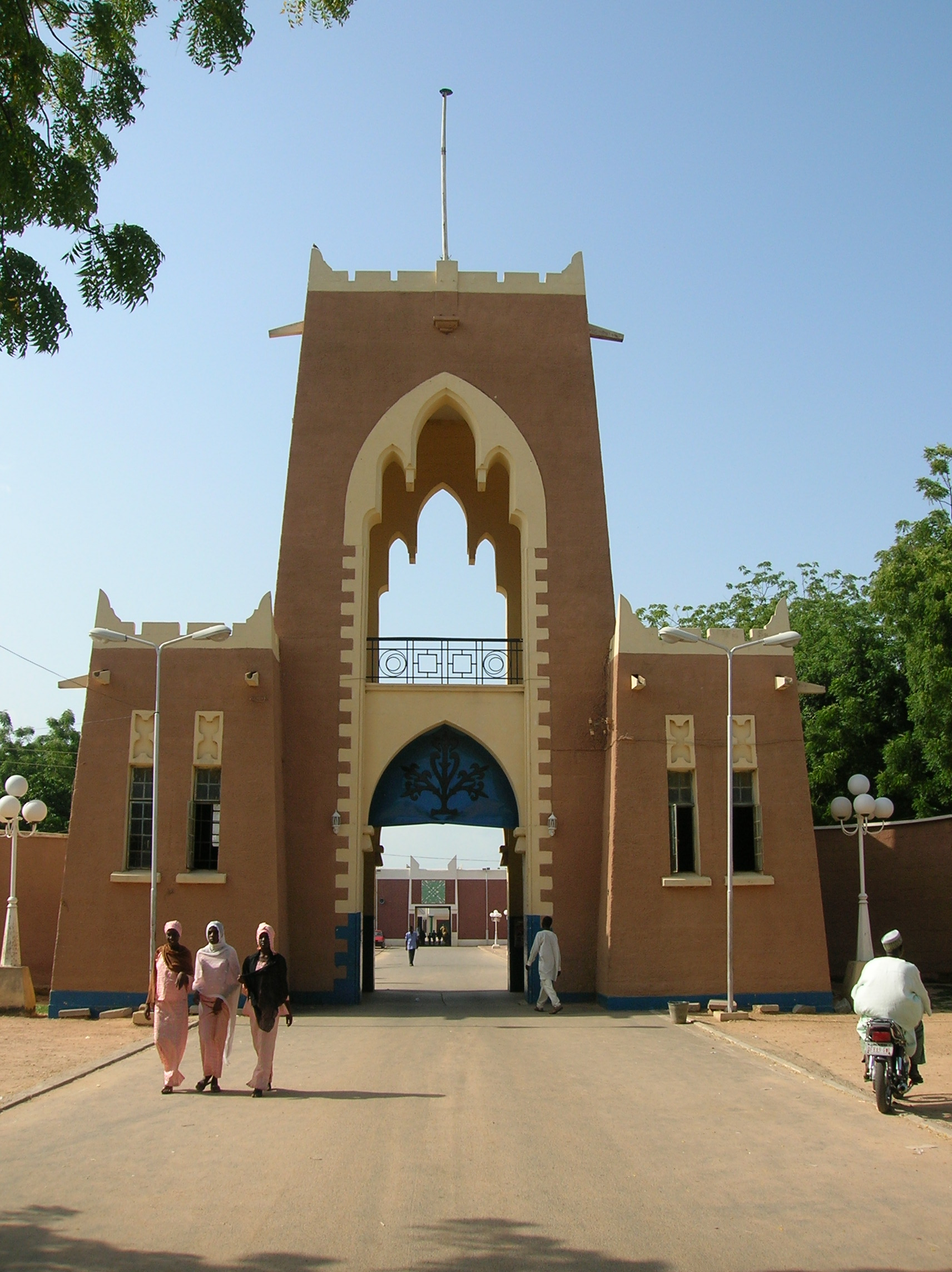
O portal de Sorom Gabejeje, que leva para a corte do palácio

Gidã Runfa (Gidan Rumfa) é o palácio do emir de Cano, Nigéria. O complexo submeteu-se a uma grande expansão por Maomé Runfa ainda no final do século XV e tem atualmente uma área de 33 acres.